# Adomas Varnas

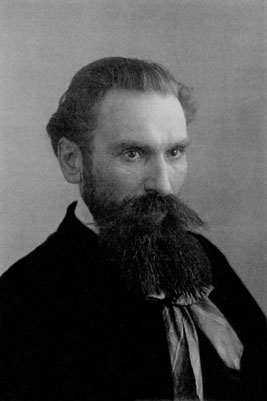
Adomas Varnas, 1920

Adomas Varnas (ur. 1 stycznia 1879 w Janiszkach na Litwie, zm. 19 lipca 1979 w Chicago) – litewski artysta–malarz, grafik, fotograf, zbieracz, propagator i mecenas rodzimej sztuki ludowej, wykładowca, scenograf. Autor realistycznych portretów, grafik i pejzaży.

## Życiorys
W latach 1896–1899 uczył się w seminarium duchownym w Kownie po czym w latach 1899–1902 studiował rysunek w petersburskiej szkole barona Stieglitza by następnie w latach 1903–1906 studiować na Akademii Sztuk Pięknych w Krakowie.
W 1907 ukończył Akademię Sztuk Pięknych w Genewie, a od 1909 do 1913 podróżował po Europie. Z Polską identyfikowany jest jako autor cyklu pejzaży tatrzańskich, powstałych w czasie pobytu w Zakopanem (1910–1913), gdzie w domu Żeromskiego poznał Bronisława Piłsudskiego. Współzałożyciel i działacz powstałego w Krakowie stowarzyszenia studentów litewskich Ruta. Autor pierwszego w historii fotografii etnograficznej albumu krzyży litewskich (Lietuvos kryžiai (Krzyże litewskie), 1926, Tomy 1 & 2, Kowno). 
W kolejnych latach (1913–14) mieszkał w Wilnie, a od 1914 do 1918 przebywał w Rosji, gdzie nauczał w gimnazjum litewskim w Woroneżu.
Na Litwę powrócił w 1928 i osiedlił się w Kownie, skąd w 1944 roku wyjechał do Niemiec, a potem do USA. Tam żył i tworzył do śmierci w 1979 roku.
Wykładał na Akademii Sztuk Pięknych w Kownie, prowadził własną pracownię malarską, zajmował się fotografowaniem ludowych krzyży i kapliczek, pracował nad dwutomowym albumem krzyży litewskich.